# Король гори (мультсеріал)
Король гори (англ. King of the Hill) — американський анімаційний ситком створений Майклом Джаджем та Ґреґом Деніелзом. Транслювався з 12 січня 1997 до 6 травня 2010 на каналі Fox. Мультсеріал реалістично показує справжнє життя людей та одночасно звертає увагу на гумористичні аспекти повсякдення, які звичайні люди можуть проґавити.

## Сюжет
У центрі сюжету — сім'я Хілл, американська родина середнього класу, яка мешкає у вигаданому містечку Арлен, штату Техас. Кожний житель містечка зациклений тільки на своєму будинку. В Арлені чоловіки полюбляють збиратися разом за добрим «кухлем» американського пива та обговорювати злободенні питання. 
Хенк Хілл працює у пропановій компанії. Він вірить, що приносить користь суспільству своєю справою. Його не можна назвати розумником чи дурнем, бо на деяких речах він знається досить добре. Він мріє, щоб у майбутньому його син став героєм, спортсменом або просто відомою людиною. Але на цьому етапі життя Боббі цікавлять лише гарні дівчатка. Він нероба й гульвіса, якого нічого не цікавить.
Черговою неприємністю у житті Хенка виявилася його небога — Луан. Цю дівчинку цікавить лише те, як вона виглядає, краса і популярність, а будинок, люди, що проживають там, окрім неї, чи відносини у родині їй байдужі. Окрім Хіллів у містечку проживають й інші сім'ї, хоча вони також не відрізняються широким світоглядом і грандіозними прагненнями у житті.

## Успіх

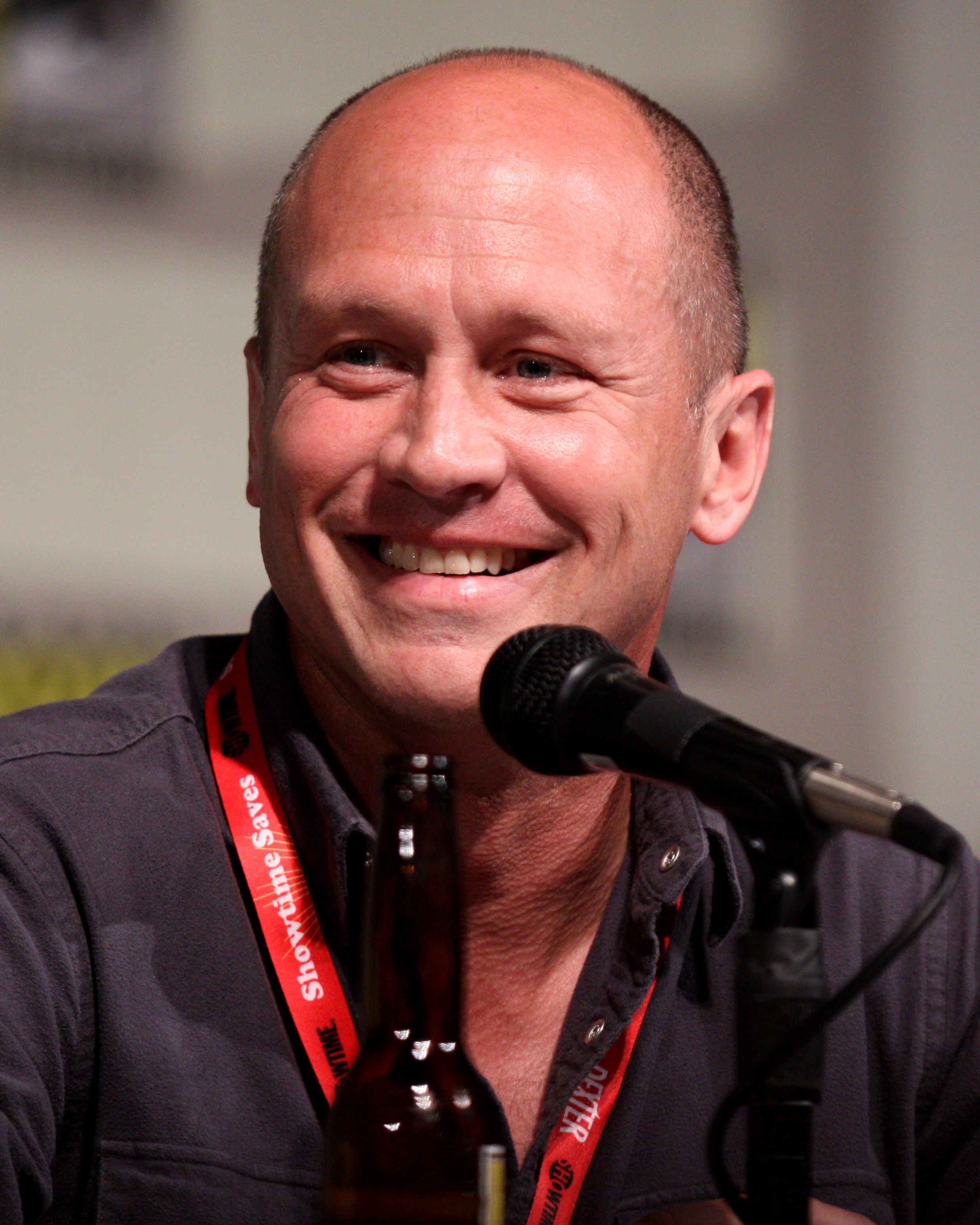
Майк Джадж — творець мультсеріалу

Після дебюту мультсеріал мав великий успіх на Fox. Його назвали одним із найкращих телевізійних серіалів року різноманітні видання, як Entertainment Weekly, Time, і TV Guide. За 1997—1998 роки, «Король Гори» мав найбільший рейтинг серед програм каналу, на короткий час навіть перевершив популярність Сімпсонів. Протягом п'ятого та шостого сезонів, Майк Джадж та Ґреґ Деніелз менше присвячували себе серіалу. Згодом, вони зосередились на своєму шоу, навіть попри те, що Деніелз був залучений до інших проєктів. Другий за тривалістю анімаційний серіал в історії американського телебачення після серіалу «Сімпсони». За час свого існування серіал здобув низку нагород, зокрема дві премії Еммі. 

## Українське двоголосе закадрове озвучення
В Україні серіал транслювався у 2010 році з двоголосим закадровим озвучуванням від студії «Стар-Майстер» на замовлення телеканалу «ТЕТ». У 2012 році трансляція відновилася вже на каналі «Qtv».
Ролі озвучили: Ярослав Чорненький і Тетяна Антонова.